# Shojae Khalilzadeh
Shojae Khalilzadeh (tiếng Ba Tư: شجاع خلیل‌زاده; sinh ngày 14 tháng 5 năm 1989) là một cầu thủ bóng đá chuyên nghiệp người Iran hiện thi đấu ở vị trí trung vệ cho câu lạc bộ Al Ahli tại Qatar Stars League và đội tuyển quốc gia Iran.

## Thống kê sự nghiệp

### Câu lạc bộ
Tính đến 11 tháng 3 năm 2022
| Club           | Season       | League       | League | League | Cup  | Cup   | Asia | Asia  | Other | Other | Total | Total |
| Club           | Season       | Division     | Apps   | Goals  | Apps | Goals | Apps | Goals | Apps  | Goals | Apps  | Goals |
| -------------- | ------------ | ------------ | ------ | ------ | ---- | ----- | ---- | ----- | ----- | ----- | ----- | ----- |
| Mes Rafsanjan  | Division 1   | 2008–09      | 20     | 0      | 4    | 0     | —    | —     | —     | —     | 24    | 0     |
| Mes Rafsanjan  | Division 1   | 2009–10      | 22     | 1      | 3    | 0     | —    | —     | —     | —     | 25    | 1     |
| Mes Rafsanjan  | Total        | Total        | 42     | 1      | 7    | 0     | —    | —     | —     | —     | 49    | 1     |
| Mes Kerman     | Pro League   | 2010–11      | 23     | 0      | 1    | 0     | —    | —     | —     | —     | 24    | 0     |
| Mes Kerman     | Pro League   | 2011–12      | 27     | 2      | 3    | 0     | —    | —     | —     | —     | 30    | 2     |
| Mes Kerman     | Pro League   | 2012–13      | 24     | 0      | 1    | 0     | —    | —     | —     | —     | 25    | 0     |
| Mes Kerman     | Total        | Total        | 74     | 2      | 5    | 0     | —    | —     | —     | —     | 79    | 2     |
| Sepahan        | Pro League   | 2013–14      | 26     | 0      | 1    | 0     | 6    | 0     | —     | —     | 33    | 0     |
| Sepahan        | Pro League   | 2014–15      | 9      | 0      | 0    | 0     | —    | —     | —     | —     | 9     | 0     |
| Tractor (loan) | Pro League   | 2015–16      | 22     | 2      | 3    | 0     | 7    | 1     | —     | —     | 32    | 3     |
| Sepahan        | Pro League   | 2016–17      | 23     | 0      | 4    | 0     | —    | —     | —     | —     | 27    | 0     |
| Sepahan        | Total        | Total        | 80     | 2      | 8    | 0     | 13   | 1     | —     | —     | 101   | 3     |
| Persepolis     | Pro League   | 2017–18      | 26     | 3      | 3    | 1     | 11   | 1     | 1     | 0     | 41    | 5     |
| Persepolis     | Pro League   | 2018–19      | 27     | 2      | 4    | 0     | 11   | 2     | —     | —     | 42    | 4     |
| Persepolis     | Pro League   | 2019–20      | 22     | 1      | 3    | 0     | 9    | 2     | —     | —     | 34    | 3     |
| Persepolis     | Total        | Total        | 75     | 6      | 10   | 1     | 31   | 5     | 1     | 0     | 117   | 12    |
| Al-Rayyan      | Stars League | 2020–21      | 13     | 2      | 4    | 0     | 6    | 1     | 3     | 0     | 26    | 3     |
| Al-Rayyan      | Stars League | 2021–22      | 21     | 2      | 2    | 0     | 0    | 0     | 0     | 0     | 23    | 2     |
| Al-Rayyan      | Total        | Total        | 34     | 4      | 6    | 0     | 6    | 1     | 3     | 0     | 49    | 5     |
| Career total   | Career total | Career total | 305    | 15     | 36   | 1     | 50   | 7     | 4     | 0     | 395   | 23    |

1. ↑  Includes Hazfi Cup and Emir Cup.
2. ↑  Includes Super Cup, Qatar Cup and Qatari Stars Cup.

### Quốc tế
Tính đến 7 tháng 2 năm 2024
| Đội tuyển quốc gia | Năm  | Trận | Bàn |
| ------------------ | ---- | ---- | --- |
| Iran               |      |      |     |
| 2009               | 1    | 0    |     |
| 2012               | 6    | 0    |     |
| 2013               | 1    | 0    |     |
| 2014               | 0    | 0    |     |
| 2020               | 2    | 0    |     |
| 2021               | 11   | 1    |     |
| 2022               | 4    | 0    |     |
| 2023               | 7    | 0    |     |
| 2024               | 7    | 1    |     |
| Tổng               | Tổng | 39   | 2   |

Bàn thắng và kết quả của Iran được để trước.
| #  | Ngày                | Địa điểm                                          | Đối thủ   | Bàn thắng | Kết quả | Giải đấu                      |
| -- | ------------------- | ------------------------------------------------- | --------- | --------- | ------- | ----------------------------- |
| 1. | 11 tháng 6 năm 2021 | Sân vận động Quốc gia Bahrain, Riffa, Bahrain     | Campuchia | 2–0       | 10–0    | Vòng loại FIFA World Cup 2022 |
| 2. | 14 tháng 1 năm 2024 | Sân vận động Thành phố Giáo dục, Al Rayyan, Qatar | Palestine | 2–0       | 4–1     | AFC Asian Cup 2023            |